# Vitfisk
Vitfisk är ett begrepp för fisk med vitt kött och är inte vetenskapligt definierbart. Betydelse och användning varierar beroende på vem eller var man är, varför begreppet kan anses förvirrande. 

## Vitfisk
I Sverige står vitfisk för olika arter bland karpfiskarna som bland andra mört, braxen, sarv, id och björkna. Därtill inkluderas ibland sik, siklöja och dylika arter, trots att dessa tillhör laxfiskarna. 
Vitfisk, främst mört och braxen, är bland annat föremål för så kallat reduktionsfiske vilket innebär att man fiskar bort delar av en överrepresenterad art i försök att återfå en ekologisk balans i en sjö.

## Whitefish
Internationellt i engelskspråkiga sammanhang anses begreppet whitefish innefatta kolja, kummel, vitling, torsk med flera. Det inkluderar även arter som lever nära eller på havsbotten såsom hälleflundra, rödspätta, piggvar, sjötunga, skrubbskädda och andra plattfiskar.